# تیخوانا
تیخوانا یا تیهوانا (به اسپانیایی: Tijuana) نام یک شهر بزرگ در مکزیک، و در مجاور با مرز آمریکا با سن دیگو در کالیفرنیا است. این شهر در ایالت باخا کالیفرنیا قرار دارد.

## آب و هوا
- میانگین بالاترین دما در سال ۲۳٫۹ سلسیوس (بالاترین دما ماه سپتامبر ۲۶٫۵ سلسیوس)
- میانگین پایین‌ترین دما در سال ۱۲،۲ سلسیوس (پایین‌ترین دما ماه دسامبر ۶٫۹ سلسیوس)
- بارش در سال ۳۷٫۷ میلی‌متر (بالاترین بارش ماه مارس ۸٫۱ میلی‌متر / پایین‌ترین بارش ماه اوت ۰٫۳ میلی‌متر)

## پیشینه
سرزمینی که در آن شهر تیخوانا ساخته شده‌است در اصل توسط کومیایها (Kumeyaay)، یک قبیله شکارچی که ساکن این منطقه بودند بنیان شده‌است. اروپایی‌ها در سال ۱۵۴۲ وارد این منطقه شدند، زمانی که خوان رودریگز کابریو (Juan Rodríguez Cabrillo) به خط ساحلی منطقه رسید، که بعدها در سال ۱۶۰۲ توسط سباستین ویزکینو (Sebastián Vizcaíno) نقشه برداری شد. در سال ۱۷۶۹، خوان کرسپی (Juan Crespí) اطلاعات بیشتری در مورد منطقه ای که به نام دره تیخوانا شناخته میشد گردهم آورد. جنیپرو (Junípero) در یک مأموریت اولین تأسیسات را در آلتا کالیفرنیا (کالیفرنیای بالا) در نزدیکی سن دیه گو به پا کرد.

## نام
در سندهایی تاریخی که در دسترس هست—سندهای غسل تعمید، ازدواج، و مرگ—از این شهر با نامهایی مختلف یاد شده.
- La Tía Juana = لا تیا خوانا (عمه یا خاله خوانا)
- Tiguana = تیگوانا
- Tiuana = توانا
- Teguana = تگوانا
- Tiwana = توانا
- Tijuan = تیجوان
- Ticuan = تکوان
- Tijuana = تیخوانا (نام این شهر در حال حاضر)

نظریه عموماً پذیرفته شده که در میان مورخان تاریخ قابل قبول است این است که نام تیخوانا از زبان کومیای (Kumeyaay Language) می اید و نام قدیم این منطقه تیوان (Tiwan) بوده‌است.

## امروزه
شهر تیخوانا امروز به یک مرکز صنعتی و مالی در مکزیک تبدیل شده‌است، تیجوانا نفوذ زیادی در اقتصاد، آموزش و پرورش، فرهنگ، هنر، و سیاست دارد. این شهر به یک مرکز پیشرو در کشور تبدیل شده‌است، بنابراین اطراف منطقه شهری این کلان شهر صنعتی بزرگ و برجسته در شمال غربی مکزیک در حال در حال رشد است. در حال حاضراین شهر یکی از سریع‌ترین شهرهای در حال رشد در مکزیک است.

## شهرهای خواهرخوانده
تیخوانا ۱۰ شهر خواهرخوانده دارد
- بوسان, کره جنوبی
- لا پاز٬ مکزیک
- لئون٬ مکزیک
- مزاتلان٬ مکزیک
- پنجن٬ چین
- هاوانا٬ کوبا
- سینسینتی٬ آمریکا
- ساراگوسا٬ اسپانیا
- لاریدو٬ آمریکا
- بابلسر٬ ایران

## نگارخانه

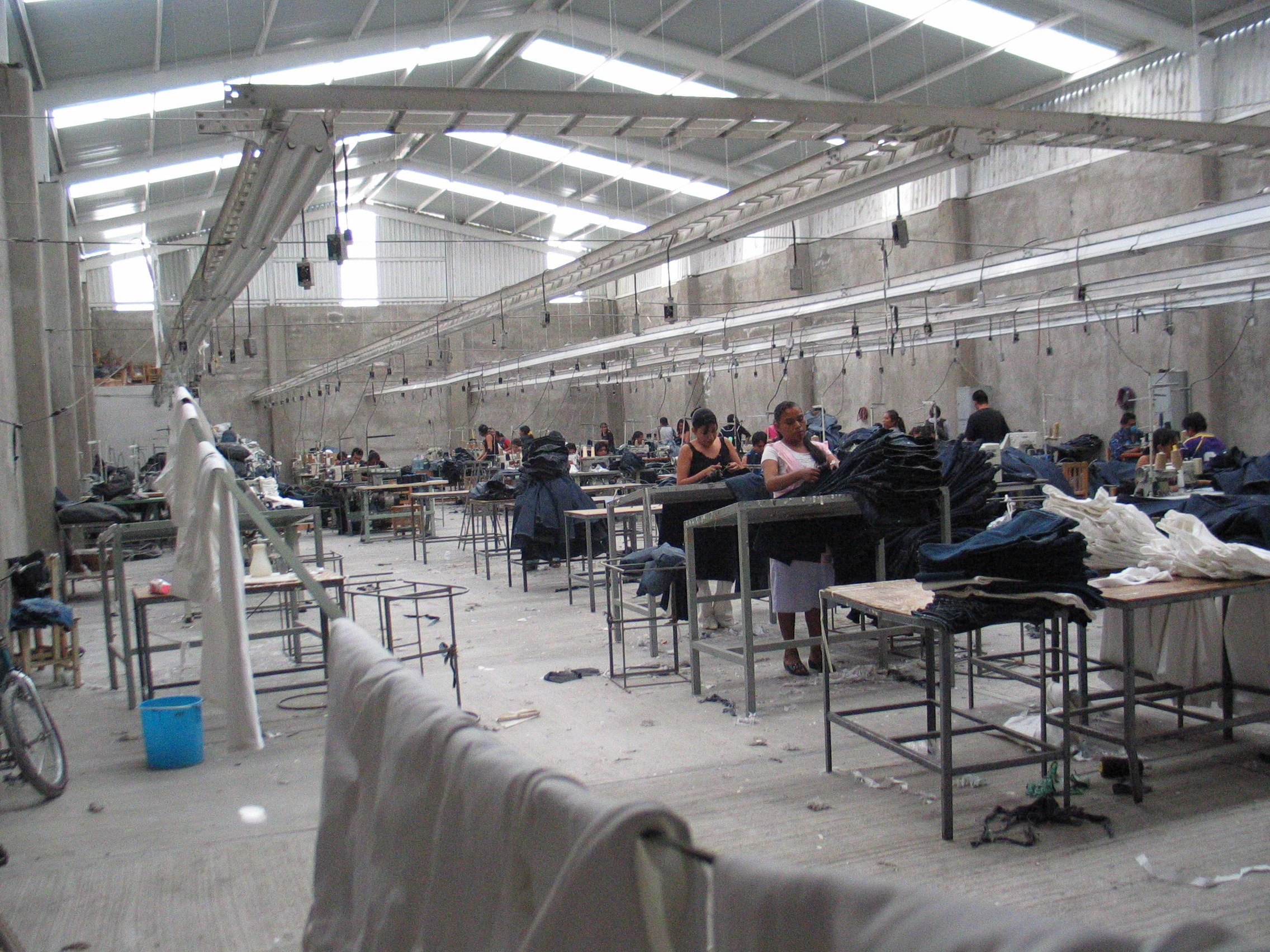
کارخانه در تیخوانا
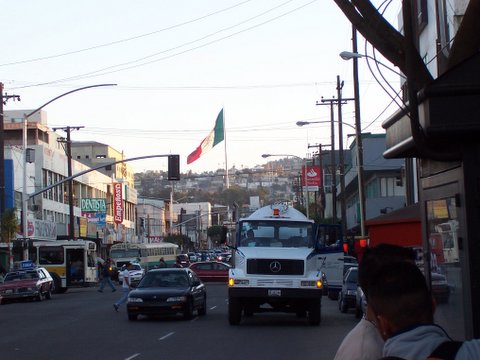
خیابان در مرکز شهر
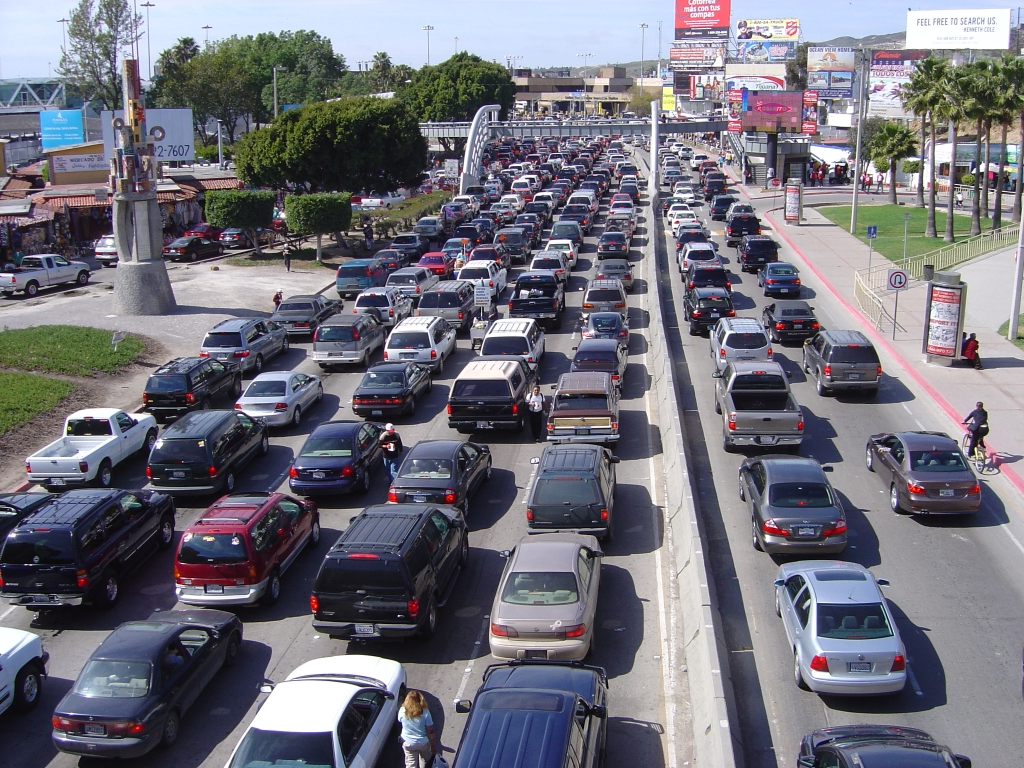
خیابان عبور از مرز به تعرف آمریکا
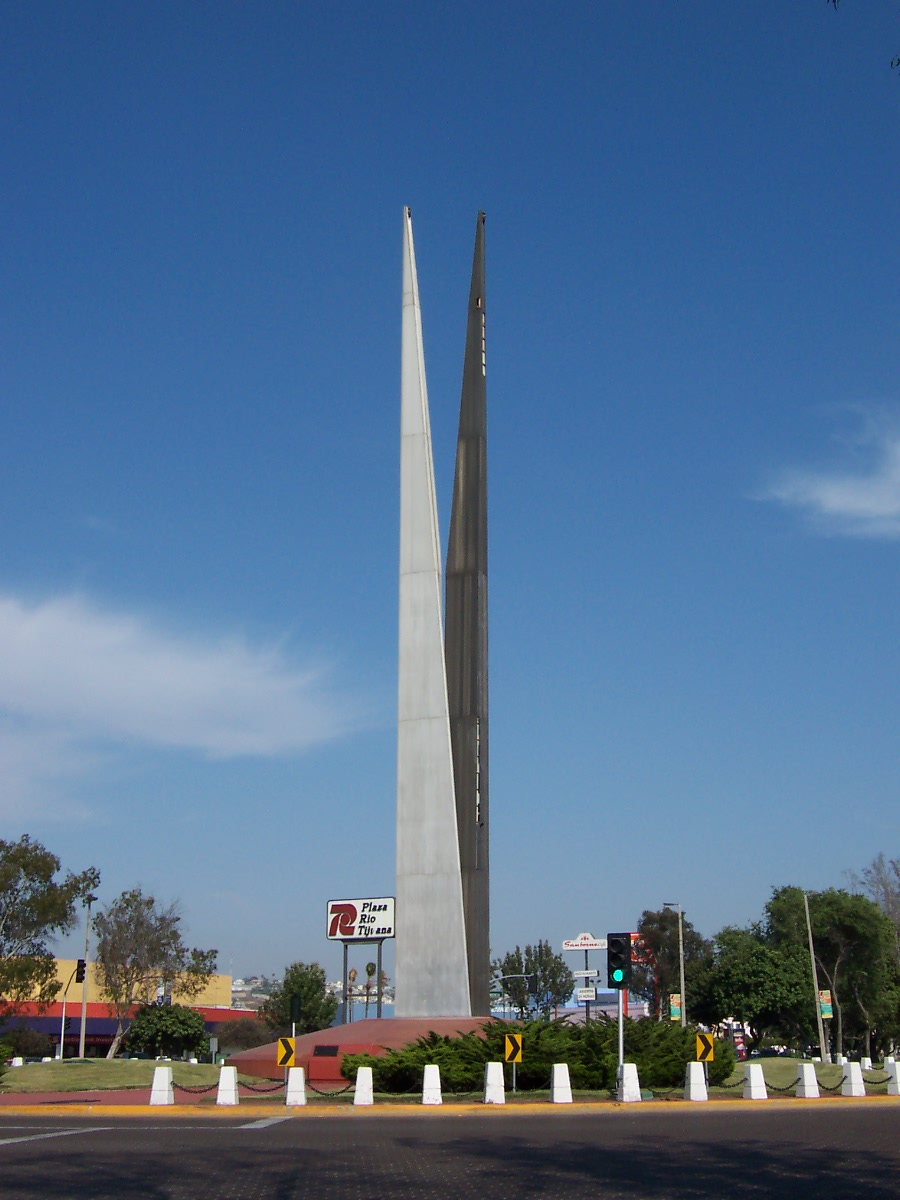
بنای یاد بوداز نژاد در تیخوانا
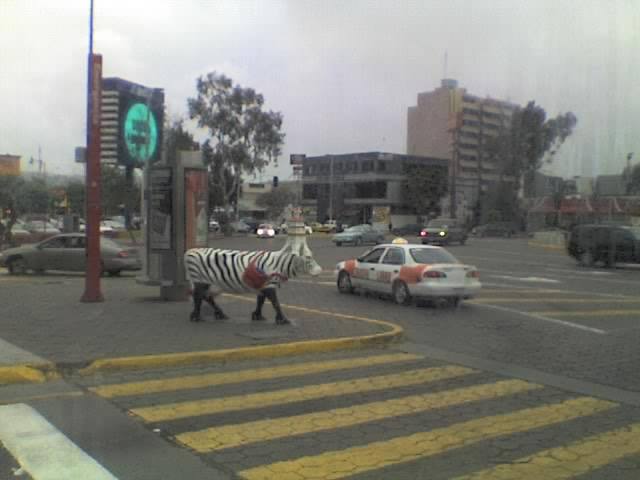
خیابان در تیخوانا